# 秩父市立影森中学校
秩父市立影森中学校（ちちぶしりつ かげもりちゅうがっこう）は、埼玉県秩父市にある公立中学校。

## 沿革
- 1947年（昭和22年）4月22日 - 学制改革で影森村立影森中学校開設。
- 1956年（昭和31年）9月30日 - 町制施行で影森町立影森中学校と改称。
- 1958年（昭和33年）5月31日 - 秩父市への合併で、秩父市立影森中学校と改称。
- 1959年（昭和34年）10月19日 - 女子生徒に制服指定。
- 1960年（昭和35年）4月1日 - 秩父市立久那中学校を統合。
- 1985年（昭和60年）4月1日 - 秩父市立浦山中学校を統合。
- 1991年（平成3年） - 「旅立ちの日に」を初演（教員から生徒に）
- 2004年（平成16年）4月1日 - 特殊学級を廃止。

## 旅立ちの日に
1991年当時、校内がとても荒れていた。同学校長の小嶋登の作詞と、当時の音楽教諭の高橋浩美の作曲によって、現在は全国的に歌われる卒業ソング「旅立ちの日に」が誕生し、同年、教員によって生徒らに初演された。

## 全校生徒数
令和4年度（2022年）の全校生徒数は197人である。

## 関係者
- 小嶋登 - 本校の元校長。「旅立ちの日に」の作詞者。
- 高橋浩美 - 本校の元音楽教師。「旅立ちの日に」の作曲者。

## 主な卒業生
- 田上明（プロレスラー）